# Thompson's Station
Thompson's Station é uma cidade  localizada no estado norte-americano de Tennessee, no Condado de Williamson.

## Demografia
Segundo o censo norte-americano de 2000, a sua população era de 1283 habitantes.
Em 2006, foi estimada uma população de 1531, um aumento de 248 (19.3%).

## Geografia
De acordo com o United States Census Bureau tem uma área de
38,1 km², dos quais 38,1 km² cobertos por terra e 0,0 km² cobertos por água.

## Localidades na vizinhança
O diagrama seguinte representa as localidades num raio de 24 km ao redor de Thompson's Station.